# CY Большой Медведицы
CY Большой Медведицы (лат. CY Ursae Majoris) — карликовая новая, двойная катаклизмическая переменная звезда типа U Близнецов (UG) в созвездии Большой Медведицы на расстоянии приблизительно 1024 световых лет (около 314 парсеков) от Солнца. Видимая звёздная величина звезды — от +17m до +11,9m.

## Характеристики
Первый компонент — аккрецирующий белый карлик.